# Onesphore Nzikwinkunda
Onesphore Nzikwinkunda (* 10. Juni 1997) ist ein burundischer Leichtathlet, der hauptsächlich in den Langstrecken- und Crossläufen an den Start geht.

## Sportliche Laufbahn
Onesphore Nzikwinkunda tritt seit 2016 in Wettkämpfen in der Leichtathletik an. Damals startete er im 5000-Meter-Lauf bei den Afrikameisterschaften in Durban, bei denen er den 12. Platz belegte. Im Frühjahr des Jahres 2017 nahm er an den Crosslauf-Weltmeisterschaften in Kampala teil, bei denen er im Erwachsenenrennen als 14. das Ziel erreichte. Später im Mai stellte er seine persönliche Bestzeit von 13:27,36 min über 5000 Meter auf, nahm im August allerdings anschließend über 10.000 Meter bei den Weltmeisterschaften in London teil, eine Strecke, die er zum ersten Mal in einem internationalen Wettkampf lief. Das Rennen beendete er mit einer Zeit von 28:09,98 min auf dem 19. Platz. 2018 nahm er erstmals an Wettkämpfen im Marathon und im Halbmarathon teil. Im Oktober siegte er beim Halbmarathon von Foligno und belegte einen Monat später beim Istanbul-Marathon mit 2:12:11 h den sechsten Platz. 2019 steigerte er in Trabzon seine Bestzeit über die Halbmarathondistanz auf 1:01:48 h, womit er Dritter wurde. Einen Monat später nahm er in Aarhus erneut an den Crosslauf-Weltmeisterschaften teil, bei denen er das Rennen abermals als 14. beendete. Ende August nahm er in Rabat an den Afrikaspielen teil, bei denen er im 10.000-Meter-Lauf mit 28:11,90 min den fünften Platz belegte. Anfang Oktober belegte er den 17. Platz in derselben Disziplin bei den Weltmeisterschaften in Doha.
Nzikwinkunda lebt und trainiert in Italien. Er ist Teil des Tuscany Camp SAS in Siena.

## Wichtige Wettbewerbe
| Jahr                | Veranstaltung                 | Ort                 | Platz               | Disziplin           | Zeit                |
| Startet für Burundi | Startet für Burundi           | Startet für Burundi | Startet für Burundi | Startet für Burundi | Startet für Burundi |
| ------------------- | ----------------------------- | ------------------- | ------------------- | ------------------- | ------------------- |
| 2016                | Afrikameisterschaften         | Durban              | 12.                 | 5000 m              | 13:34,54 min        |
| 2017                | Crosslauf-Weltmeisterschaften | Kampala             | 14.                 | Erwachsenenrennen   | 29:21 min           |
| 2017                | Weltmeisterschaften           | London              | 19.                 | 10.000 m            | 28:09,98 min        |
| 2019                | Crosslauf-Weltmeisterschaften | Aarhus              | 14.                 | Erwachsenenrennen   | 32:56 min           |
| 2019                | Afrikaspiele                  | Rabat               | 5.                  | 10.000 m            | 28:11,90 min        |
| 2019                | Weltmeisterschaften           | Doha                | 17.                 | 10.000 m            | 29:11,50 min        |

## Persönliche Bestleistungen
Freiluft
- 5000 m: 13:27,36 min, 27. Mai 2017, Oordegem
- 10.000 m: 28:09,98 min, 4. August 2017, London
- Halbmarathon: 1:01:48 h, 24. Februar 2019, Trabzon
- Marathon: 2:11:42 h, 10. April 2022, Zürich